# Mercy Corps
Mercy Corps (рус. Корпус Милосердия) — международная некоммерческая организация, занимающаяся оказанием помощи людям, попавшим в бедствие: стихийное бедствие, экономический кризис, вооружённый конфликт и т. д. Чтобы заложить основу для долгосрочного восстановления, Корпус Милосердия фокусируется на подключении как к правительству, так и бизнесу для осуществления масштабных изменений, при этом основной упор делается на доступ к финансовым услугам, как важнейшему элементу для оказания помощи.
Корпус Милосердия способствует восстановлению и развитию местного предпринимательства, стимулирует местные рынки через различные программы и разнообразные модели кредитования. С 1979 года Корпус милосердия предоставил в помощь людям в 107 странах на общую сумму более чем 1,95 млрд долларов США. При поддержке штаб-квартир в Северной Америке и Европе, единые глобальные программы Корпуса задействуют 3700 сотрудников по всему миру и помогает почти 16,7 млн человек в более чем 40 странах мира.
Рост и развитие Mercy Corps стало возможным в том числе благодаря поддержке институциональных доноров: Министерства сельского хозяйства США, госдепартамента США и агентства США по международному развитию, Департаменту международного развития Великобритании, европейской комиссии и европейским гуманитарным фондам; Организации Объединенных Наций; и правительствами Австралии, Канады, Франции, Германии, Японии, Индонезии, Ирландии, Нидерландов, Новой Зеландии, Шотландии, Испании, Швеции и Швейцарии.

## История
Организация была основана в 1979 году как специализированный фонд «Спасти беженцев» (англ. Save the Refugees), организованной Дэном О’Нилом (англ. Dan O'Neill) в ответ на бедственное положение камбоджийских беженцев, спасающихся от голода, войны, геноцида и полей смерти. К 1982 году организация расширила свою работу с другими странами, к фонду присоединился и стал соучредителем Эллсворт Калвер (англ. Ellsworth Culver), и фонд был переименован в Международный корпус милосердия (англ. Mercy Corps International) в Сиэтле, Вашингтон, чтобы отразить его широкую миссию и цели. После перехода от простого предоставления чрезвычайной помощи на малое время к сосредоточению на долгосрочных решениях проблем голода и нищеты, первый проект развития начали воплощать в жизнь в Гондурасе в 1982 году (проект «глобальная деревня» — сохранение плодородия почв и управление водосборными бассейнами).
В 1984 году Международный Корпус милосердия переименовывают в Корпус милосердия и переносят штаб-квартиру в Портленд, штат Орегон. В следующем году начинается работа в Судане в рамках различных проектов, в целях повышения продовольственной безопасности и ускорения процесса развития, ещё через год — в Афганистане.
В 1989 году Корпус милосердия начинает программу кредитования, которая к середине 2000-х развивается до 12 микрофинансовых организаций (МФО), предоставляющих общий кредит в размере 1,5 млрд. долл. США, чтобы помочь малообеспеченным клиентам в создании малых предприятий и для поддержки их семей.
В 1990 году Корпус милосердия предоставляет медикаменты для беженцев в Иордании, через год — лекарственные препараты, расходные материалы и услуги для боснийцев, пострадавших в ходе войн на Балканах, поставляет лекарства, продукты питания и одежды до 12 миллионов человек в Судане.
В 1993 году Корпус милосердия использует $3 млн. Гранта, чтобы помочь 175 000 человек в разрушенном войной Косово, через 2 года распространяет помощи ещё на $20 млн, в 1999 году доставляет продовольствие и запасы 250 000 человек в Косово и помогает 100 000 беженцев в Македонии.
В 1996 году Корпус милосердия объединяется с фондом «Шотландская европейская помощь» (англ. Scottish European Aid), и открывает свою европейскую штаб-квартиру в Эдинбурге, Шотландия.
В 2000 году Корпус Милосердия предоставляет убежище и медикаменты для семей, перемещённых в результате войны в Эритрее. Агентство также привозит на кораблях 71 000 яблонь из Орегона в Северную Корею.
В 2001 году Корпус милосердия тратит 1,4 миллиона долларов в помощь пострадавшим от мощного землетрясения в Индии, занимается прокладкой водопроводов и строительством школ в Таджикистане и Узбекистане. В ответ на теракты 11 сентября, Mercy Corps запускает первую в своем роде программу «Комфорт» для детей, для оказания социальной и психологической помощи пострадавшим детям в Нью-Йорке.
В 2003 году, во время войны в Ираке, Mercy Corps начинает помогать семьям, перемещенным в результате войны. Более 1 миллиона людей бежали в Иорданию и Сирию, где корпус милосердия помогает тысячам беженцев, предоставляя гуманитарную помощь, образование и профессиональную подготовку. Агентство также основывает один из первых микрофинансовых институтов в Афганистане.
На 2013 год корпус милосердия помогал 19 миллионам человек в восстановлении после стихийных бедствий, укреплении общин и решении проблемы бедности. С момента своего основания в 1979 г., корпус предоставил $2,2 млрд в помощь людям в 114 странах.
В 2014 году корпус милосердия активно помогал обеим сторонам конфликта на Юго-востоке Украины. Так в непризнанных ЛНР и ДНР проводилась гуманитарная миссия организации, была оказана помощь гражданскому населению в восстановлении жилья, организации питания и водоснабжения.

## Награды
- Почётная грамота Кыргызской Республики (18 августа 2022 года, Кыргызстан) — за существенный вклад в развитие социально-экономического, интеллектуального и культурного потенциала Кыргызской Республики, большие достижения в профессиональной деятельности, а также в связи с Днём независимости Кыргызской Республики[6]